# 37-й саміт G8

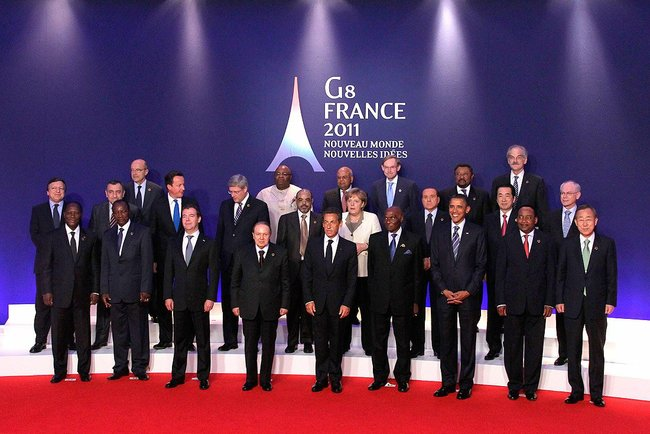

37-й саміт Великої вісімки — зустріч на вищому рівні керівників держав Великої вісімки, проходив 26-27 травня 2011 року в місті Довіль (Франція). На саміті розглядались глобальні економічні питання ядерної кризи в Японії, протестам в арабських країнах і глобальним економічним питанням.

## Учасники
| Core G7 members      |                      |                     |                          |
| Учасник              | Учасник              | Представляє         | Посада                   |
| Канада               | Канада               | Стівен Гарпер       | Прем'єр-міністр          |
| Франція              | Франція              | Ніколя Саркозі      | Президент                |
| Німеччина            | Німеччина            | Ангела Меркель      | Канцлер                  |
| Італія               | Італія               | Сільвіо Берлусконі  | Прем'єр-міністр          |
| Японія               | Японія               | Кан Наото           | Прем'єр-міністр          |
| Велика Британія      | Велика Британія      | Девід Кемерон       | Прем'єр-міністр          |
| США                  | США                  | Барак Обама         | Президент                |
| Європейський Союз    | Європейський Союз    | Жозе Мануел Баррозу | Президент ЄС             |
| Європейський Союз    | Європейський Союз    | Герман Ван Ромпей   | Голова Європейської Ради |
| Росія                | Росія                | Дмитро Медведєв     | Президент                |
| Гості                |                      |                     |                          |
| Гість                | Гість                | Представляє         | Посада                   |
| Алжир                | Алжир                | Абделазіз Бутефліка | Президент                |
| Єгипет               | Єгипет               | Ессам Шараф         | Прем'єр-міністр          |
| Ефіопія              | Ефіопія              | Мелес Зенаві        | Прем'єр-міністр          |
| Екваторіальна Гвінея | Екваторіальна Гвінея | Теодоро Мбасого     | Президент                |
| Сенегал              | Сенегал              | Абдулай Вад         | Президент                |
| ПАР                  | ПАР                  | Джейкоб Зума        | Президент                |
| Туніс                | Туніс                | Беджі Каїд Ес-Себсі | Прем'єр-міністр          |